# Колор Лайн (стадіон)
«Колор Лайн Стадіон» (норв. Color Line Stadion) — футбольний стадіон у місті Олесунн, Норвегія, домашня арена ФК «Олесунн».
Стадіон побудований та відкритий 2005 року. Під час міжнародних матчів під егідою ФІФА та УЄФА має назву «Олесунн Стадіон». Арена є першою у країні такого класу. При вході до стадіону встановлена статуя футболіста, змодельована з відомого норвезького гравця Йона Арне Ріїсе.